# Прогресс (антарктическая станция)
Прогресс (Прогресс-2) — советская и российская антарктическая круглогодичная станция на территории Холмов Ларсеманн на берегу залива Прюдс, близ озера Степпед. Является последней построенной Советским Союзом антарктической станцией, неофициально считается столицей Российской антарктической экспедиции.
Недалеко от Прогресса находятся китайская станция Чжуншань, индийская станция Бхарати и австралийская станция Дэйвис.

## История
Станция «Прогресс» была открыта 1 апреля 1988 года как сезонная геологическая база. 26 февраля 1989 года перенесена на 2,5 км ближе к восточному побережью бухты Тюленья, у места выгрузки судов.
Новая база расположилась между холмами и береговой чертой залива Прюдс на каменисто-песчаном плато с относительно ровной поверхностью на высоте 15,5 м над уровнем моря. Все строения станции (кроме здания ДЭС) устраивались на свайном трубчатом фундаменте высотой до 1,5 м. Всего было построено 12 зданий (из них 8 жилых). Отопление жилых домов было электрическое, вентиляция естественная, везде имелись санузлы. В кают-компании одновременно могло питаться 20 человек. Кухня была оснащена электрической и газовой плитами. На станции Прогресс зимовало от 16 до 24 человек, в летний сезон число сотрудников возрастало до 77 человек.
Электроснабжение станции осуществлялось двумя дизельными генераторами суммарной мощностью 135 кВт. Для повышения живучести станции имелись два аварийных генератора в отдельных строениях, мощностью 30 и 60 кВт. Общий расход дизельного топлива на станции с учётом работы транспорта составлял 20 тонн в месяц. В 9,5 км от станции на участке северного склона ледникового купола Берега Ингрид Кристенсен располагался аэродром для воздушного сообщения с другими станциями для приёма самолётов на лыжном шасси, длина ВПП — 1900 м. Запланированное строительство авиаполосы для приёма тяжелых самолётов ИЛ-76ТД на колесном шасси не было реализовано. Близ самой станции Прогресс была устроена вертолётная площадка.
В 2000 году работы были заморожены, но с 2003 года снова возобновлены.
С 2004 года на станции строится новый зимовочный комплекс. 5 октября 2008 года в зимовочном домике произошёл пожар, в результате которого погиб сотрудник и пострадало два человека. Строящийся дом полностью сгорел, было уничтожено радиооборудование станции, из-за чего со станцией была затруднена связь. Служебные строения станции не пострадали.
После 2010 года предполагался перенос транспортного узла со станции Мирный на станцию Прогресс и организация санно-тракторных походов на станцию Восток.
В 2013 году было завершено строительство нового зимовочного комплекса, в состав которого входит жилой модуль с сауной и спортзалом, оборудованным тренажерами, теннисным и бильярдным столом, кабинеты для метеорологов и радистов, санчасть, оснащенная не хуже современной районной больницы, камбуз. По мнению полярников, новая станция является наиболее комфортабельной среди российских антарктических баз. Также были возведены новые здания электростанции, мастерских и склада ГСМ.
23 февраля 2018 на территории станции был открыт памятник — бронзовый бюст советского космонавта Юрия Гагарина.
В 2018—2019 годах на станции был развернут центр единой территориально-распределенной информационной системы дистанционного зондирования Земли. Он осуществляет прием информации со спутников ДЗЗ. Это первый центр системы, расположенный в южном полушарии.
В январе 2020 года впервые на российской антарктической станции была запущена сотовая связь.
В ноябре 2022 года вблизи станции был открыт аэродром для приема тяжелых самолетов. 7 ноября на аэродром приземлился самолет ИЛ-76.

## Климат
Климатические условия здесь из-за особенностей орографии менее суровы по сравнению с ближайшими береговыми станциями. Декабрь — самый теплый месяц, июль — самый холодный.
Среднегодовая скорость ветра составляет 6,7 м/c, преобладающее направление ветра — восточное. Число дней со скоростью 15 м/с и более составляет около 50 за год. Абсолютный максимум скорости ветра при порыве зарегистрирован в июле 1998 г. и составил 53 м/c. В летний период характерен суточный ход направления и скорости ветра. Ночью, как правило, наблюдается восточный ветер с усилениями до 10 и более м/с, затем во второй половине суток он значительно ослабевает и может менять направление на западное и юго-западное. Осадки в районе станции выпадают в основном в виде снега, летом — в виде снежных зерен, иногда в виде дождя. Число дней с метелью составляет около 60 за год.
| Показатель                                                                                | Янв. | Фев. | Март | Апр.  | Май   | Июнь  | Июль  | Авг.  | Сен.  | Окт.  | Нояб. | Дек. | Год   |
| ----------------------------------------------------------------------------------------- | ---- | ---- | ---- | ----- | ----- | ----- | ----- | ----- | ----- | ----- | ----- | ---- | ----- |
| Средний суточный максимум, °C                                                             | 3,3  | 0,0  | −6,1 | −9,5  | −11,9 | −10,6 | −12,9 | −12,5 | −10,6 | −7,9  | −1,9  | 2,8  | −6,48 |
| Средняя температура, °C                                                                   | 0,6  | −2,6 | −8,2 | −12   | −14,7 | −13,8 | −16   | −15,9 | −14,2 | −11,5 | −5    | 0,3  | −9,42 |
| Средний суточный минимум, °C                                                              | −1,6 | −4,6 | −10  | −14,6 | −17,5 | −16,1 | −19,1 | −18,1 | −16,1 | −14,1 | −7,7  | −2,1 | −11,8 |
| Норма осадков, мм                                                                         | 5,2  | 11,2 | 16,9 | 9,9   | 16,8  | 18,7  | 11,8  | 11,5  | 15,8  | 14,0  | 6,8   | 10,3 | 148,9 |
| Источник: http://www.aari.nw.ru/projects/Antarctic/data/data.asp?lang=0&station=7#ttt.txt |      |      |      |       |       |       |       |       |       |       |       |      |       |